# オーストラリア先住民
オーストラリア先住民（オーストラリアせんじゅうみん、英語: Indigenous Australians）は、ヨーロッパ人たちによる植民地化より以前からオーストラリア大陸や周辺の諸島に居住していた先住民の子孫たちであるアボリジナルとトレス海峡諸島民の総称。「アボリジナル」と同義で用いる場合も多いが、「アボリジナル」にはトレス海峡諸島民を含まない。
オーストラリアで発見されている最古の人類の化石は、およそ4万年前のものと考えられているムンゴマンとムンゴレディであるが、先住民たちの先祖がいつ頃この大陸に到来したのかは、研究者の間でも意見が分かれており、熱ルミネッセンス法による年代測定では、61,000年から52,000年前とも、125,000年前とも考えられている。
オーストラリアにおける先住民は、多様なコミュニティや社会を構成しており、文化、習慣、言語などもそれぞれが独自の編成を持っている。現代のオーストラリアでは、先住民集団は地域コミュニティごとにさらに細分化されている。ヨーロッパ人たちの植民が始まった当初には、250種類以上の言語が存在していたとされるが、現在も存続しているのはそのうちの120ないし145種類であり、さらに危機に瀕する言語とされていないのはわずか13種類に過ぎない。現代のアボリジナルたちは大多数が英語を話し、アボリジナル諸言語に由来する言い回しや語彙が加えられてオーストラリア・アボリジナル英語が生み出されており、音韻や文法の面でも先住民諸言語の明白な痕跡を残している。ヨーロッパ人たちの入植当初におけるオーストラリア先住民の人口は、おおむね318,000人程度から、 1,000,000人程度の間であったものと考えられており、その分布は、現在のオーストラリアの人口分布と同じように、大多数はマレー川を中心とした南東部に居住していた。
1995年以来、オーストラリアン・アボリジナルの旗とトレス海峡諸島民の旗が、オーストラリアの公式の旗として承認されている。